# Сваппавара
Сваппавара (швед. Svappavaara) — населённый пункт на севере Швеции. Расположен в коммуне Кируна лена Норрботтен, в 48 км к востоку от города Кируна по дороге Е10. Население по данным на 2010 год составляет 417 человек.

## Экономика
Сваппавара развивалась как горнодобывающая деревня. Хотя шахта по добыче железной руды была закрыта ещё в 1983 году, обогащение руды из шахты в Кируне происходит до сих пор. Шахта принадлежит шведской горнодобывающей компании LKAB. К городу подходит тупиковая железнодорожная ветка от магистрали Мальмбанан.

## Население
| Год  | Население |
| ---- | --------- |
| 1970 | 751       |
| 1975 | 1056      |
| 1980 | 864       |
| 1990 | 595       |
| 1995 | 567       |
| 2000 | 436       |
| 2005 | 394       |
| 2010 | 417       |

Источник: